# Maria Biermé
Maria Biermé, née le 6 juin 1863 à Verviers et morte le 3 août 1932 à Bruxelles, est une professeure, poétesse et essayiste belge. Elle a enseigné à l'École normale de Liège et à l'Institut des hautes études musicales et dramatiques d'Ixelles.

## Carrière
Diplômée en tant qu'enseignante, Maria Biermé s'essaye à bien d'autres professions. Elle est poétesse, essayiste, critique d'art, traductrice et biographe. Elle tient également salon à Bruxelles et donne des conférences sur des artistes belges. 

### Littérature
En 1907, elle publie son premier recueil Rayons d'âme, inspiré de sa foi chrétienne et de son patriotisme, aux éditions de la Belgique Artistique et Littéraire (Bruxelles). Son succès mènera, d'une part, à sa réédition en 1925, dans une version préfacée par Julia Daudet, l'épouse d'Alphonse Daudet et, d'autre part, à son couronnement par l'Académie française(en 1929). 
En 1929, elle fait paraître un autre recueil de poésie Infiniment j'aime la vie.

### Travaux
Cependant, elle est surtout reconnue pour ses essais, études et biographies artistiques. On lui doit : 
- Traduction depuis l'anglais: Gertrude Mannering (France Noble), Godenne, Liège[3].
- Nos carillons, cantate, musique pour voix d'enfants et orchestre par Léon Du Bois, 1910[3]: chantée par quatorze cents enfants à l'Exposition internationale de Bruxelles[2].
- Les Artistes de la pensée et du sentiment, Lancier, Bruxelles, 1911[3].
- Edmond Picard et son oeuvre, Larcier, Bruxelles[3] (1908)
- Ernest Psichari, Dewit, Bruxelles (1920)
- Jules Lejeune (1928): récompensé par le prix Fabien de l'Académie française en 1928[2].
- Jules Destrée (1929)
- La Vie d'une princesse : Marie de Hohenzollern, comtesse de Flandre, Bibliothèque Littéraire, Paris-Bruxelles, 1914[3]
- Albert et Elisabeth de Belgique, Payot, Paris[3] (1917) : préfacé par Emile Verhaeren.
- Histoire de la famille royale de Belgique (1900-1930)

### Revues
Elle est aussi active dans le monde des périodiques en collaborant auprès du Farfadet (mensuel littéraire verviétois fondé par Robert Cardol en 1895), de La Vie intellectuelle et de L'Eventail.